# 원석학원 (성남고등학교)
학교법인 원석학원(學校法人 元錫學園)은 서울특별시 동작구에 위치한 학교법인으로 1938년 기업인 원윤수와 군인 김석원이 설립했다. 현재 이사장은 원승욱이다.
성남고등학교, 성남중학교를 운영하고 있다.

## 연혁
- 1933년 4월 1일 이태원보통학교 설립
- 1938년 2월 24일 성남고등보통학교 설립
- 1938년 4월 25일 성남중학교로 개교 (2학급 120명)
- 1940년 4월 1일 대방동에 신축 교사 낙성
- 1943년 3월 4일 제1회 졸업생 졸업
- 1960년 3월 17일 3.15 부정선거규탄 의거 강행
- 1969년 3월 1일 성남고등학교-성남중학교 분리
- 2011년 11월 11일 밀리니엄홀(다목적 체육관) 개관